# Omosarotes foxi
Omosarotes foxi är en skalbaggsart som först beskrevs av Lane 1973.  Omosarotes foxi ingår i släktet Omosarotes och familjen långhorningar. Inga underarter finns listade i Catalogue of Life.